# Epinephelus chabaudi
Epinephelus chabaudi es una especie de peces de la familia Serranidae en el orden de los Perciformes.

## Morfología
• Los machos pueden llegar alcanzar los 137 cm de longitud total.

## Distribución geográfica
Se encuentra al oeste del Índico.